# Chiến dịch Flaming Dart
Chiến dịch Flaming Dart là một trong số những chiến dịch không kích đầu tiên của Hoa Kỳ nhằm vào Việt Nam Dân chủ Cộng hoà. Ngày 7 tháng 2 năm 1965, lấy cớ trả đũa sự kiện Quân Giải phóng miền Nam tấn công căn cứ không quân Pleiku, Hoa Kỳ đã cho máy bay không kích mốt số địa phương thuộc Khu 4 của miền Bắc Việt Nam như Đồng Hới (Quảng Bình), đảo Cồn Cỏ (Vĩnh Linh)v.v. Chiến dịch không kích này đã chính thức mở màn cho cuộc chiến tranh phá hoại bằng không quân lần thứ nhất của Mỹ ở miền Bắc Việt Nam.
Theo tuyên bố của Bộ Quốc phòng Việt Nam Dân chủ Cộng hòa ngày 9-2-1965, có 13 máy bay Mỹ đã bị hạ trong chiến dịch này gồm 4 chiếc trong ngày 7-2-1965 và 9 chiếc trong ngày 8-2-1965.